# 二巯基丁二酸
2,3-二巯基丁二酸（Dimercaptosuccinic acid、英文缩写为：DMSA），别名2,3-二巯基琥珀酸，一般简称二巯基丁二酸，是一种有机硫化合物，常温下为白色结晶状粉末。因分子内含有两个巯基，所以它带有巯基化合物特有的臭味。二巯基丁二酸和它的钠盐都可以作为解毒剂通过口服或注射治疗重金属中毒。二巯基丁二酸有两种非对映异构体，一种是内消旋体，另一种是外消旋体。内消旋体可作为螯合剂使用，常用其钠盐。

## 合成方法
可由丁炔二酸和硫代硫酸钠反应得到。

## 医疗用途
最初二巯基丁二酸的配合物二巯基丁二酸锑钾作为药物被Friedheim等人引入到血吸虫病的治疗中，通过二巯基丁二酸的钾盐与金属锑离子的络合可以增加人体对锑的吸收，加强治疗效果。1957年中国科学院上海药物研究所的梁猷毅等人首次报道了二巯基丁二酸的钠盐作为解毒剂可有效治疗酒石酸锑钾引起的重金属锑中毒，随后又发现二巯基丁二酸及其钠盐可用于治疗砷、铅、汞、镉等重金属中毒，还可以作为促铜排泄药物治疗肝豆状核变性。相对于二巯基丙醇来说，二巯基丁二酸的毒性很小，且对锑的解毒效果更好，因此常代替前者使用。但是，尽管二巯基丁二酸可以穿过小鼠的血脑屏障，它却不能穿透人体的血脑屏障，这使得二巯基丁二酸在人体重金属中毒治疗中有局限性，不能用于清除积存在中枢神经系统中的重金属元素。

## 拓展阅读
- Aposhian, H.V.; Aposhian, M.M. . Annual Review of Pharmacology and Toxicology. 1990, 30 (1): 279–306. PMID 2160791. doi:10.1146/annurev.pa.30.040190.001431.
- 寻找“还魂丹”――记解毒药二巯基丁二酸的研制（页面存档备份，存于）